# Karimun
Karimun è un'isola dell'arcipelago delle Isole Riau in Indonesia.

## Geografia
L'isola con una superficie di 1.524 km² si colloca al 253º posto tra le isole più grandi del mondo. Nel 1997 Karimun aveva una popolazione di 155.000 abitanti. La città principale è Tanjung Balai Karimun.